# Canthon mutabilis
Canthon mutabilis là một loài bọ cánh cứng trong họ Bọ hung (Scarabaeidae).